# Moa Granat
Moa Granat (8 de agosto de 2004) es una deportista de Suecia que compite en atletismo. Ganó una medalla de oro en el Campeonato Europeo Sub-20 de 2023 y otra de plata en el Campeonato Europeo Sub-20 de 2021, ambas en la prueba de 400 m vallas.